# Aizawa Inori
Aizawa Inori (Nhật: 藍澤 祈 tiếng Trung: 藍澤祈), được biết đến là Internet Explorer-tan, là một linh vật nhân hóa moe, dựa trên trình duyệt web Internet Explorer (IE) và hậu bối của nó, Microsoft Edge, do Microsoft Singapore sáng tạo và Collateral Damage Studios thiết kế. Aizawa được tạo ra nhằm kỷ niệm Anime Festival Asia năm 2013, và được giới thiệu trong video, hồ sơ Facebook cũng như phiên bản đặc biệt của trình duyệt. Mục đích Inori xuất hiện là để quảng bá IE, và thuyết phục người hâm mộ anime quay lại sử dụng trình duyệt này, do IE đang dần mất đi sự phổ biến của mình. Nhân vật đã nhận được phần lớn nhận xét tích cực từ đông đảo công chúng.

## Phát triển nhân vật
Aizawa Inori là một nhân hóa của Internet Explorer. Cô được thiết kế bởi Collateral Damage Studios, những người muốn tạo ra nhân vật của riêng mình sau khi nghệ sĩ và nhà sản xuất Danny Choo đăng tải hình ảnh có tính tương đương con người của trình duyệt web Safari, Firefox và Chrome. Tuy nhiên, thiết kế ban đầu có vẻ giống như là một fan art. Một đại diện từ Microsoft Châu Á - Thái Bình Dương đã liên lạc lại với công ty, và Inori được nhận làm linh vật cho Internet Explorer. Như đã nêu bởi Microsoft, Inori được tạo bởi Microsoft Singapore cho sự kiện Anime Festival Asia năm 2013 và là một phần của chương trình tiếp thị địa phương anime và văn hóa Nhật Bản phổ biến tại AFA 2013, cũng như là cả Châu Á. Tuy nhiên, cô lại không phải là linh vật chính thức cho Internet Explorer. Tại lễ họi, Inori được sử dụng để thu hút sự chú ý của địa phương đến trình duyệt mới cũng như điện thoại và máy tính bảng chạy Windows Phone. Một nhân viên của Microsoft tuyên bố rằng Inori đại diện cho "một cách nhìn mới" vào Internet Explorer. Nhân vật được lồng tiếng bởi cựu thành viên của Sea*A và nghệ sĩ sáng tác bài hát anime Valerie. Valerie cũng tham gia cosplay Inori tại chương trình tiếp thị ra mắt của Microsoft tại AFA2013. Mặc dù được giới thiệu trên kênh YouTube Internet Explorer chính thức, Microsoft đã làm rõ rằng Aizawa Inori sẽ không được sử dụng trong các chiến dịch tiếp thị bên ngoài châu Á, bao gồm cả Hoa Kỳ.
Theo Collateral Damage Studios, nghệ sĩ tạo ra nhân vật, "Khái niệm mà chúng tôi muốn thực hiện với IE-tan của chúng tôi là ‘chuộc lỗi", tham khảo các phiên bản Internet Explorer cũ hơn, kém hơn. Họ so sánh các phiên bản trước của trình duyệt với "một cô gái tuy vụng về nhưng cố gắng chứng tỏ bản thân. Về tên nhân vật, Collateral Damage Studios nhận xét rằng họ chọn "Aizawa" khi cô xuất thân từ dòng nhân vật anime Microsoft lớn hơn, và "Inori" từ "những gì cô ấy đại diện, cô ấy chắc chắn có thể sử dụng một lời cầu nguyện." Một quảng cáo có Inori được tải lên kênh YouTube của Internet Explorer cho sự kiện Anime Festival Asia. Trước đây, Microsoft đã sử dụng các nhân vật anime tương tự trong việc tiếp thị ở châu Á. Kể cả Aizawa Hikaru, mà Microsoft Đài Loan đã từng sử dụng để tiếp thị Microsoft Silverlight từ năm 2010, Nanami Madobe, linh vật của Windows 7, cũng như Madobe Ai và Madobe Yuu, linh vật của Windows 8. Cho đến nay, hơn 10 nhân vật gốc đã được sử dụng. Tuy nhiên, tất cả những nhân vật này được lấy cảm hứng từ bản gốc là OS-tan, hệ điều hành được cá nhân hóa có nguồn gốc từ Futaba Channel. Ngoài video, còn có một trang Facebook dành cho nhân vật, bao gồm cả một bài đăng về cốt truyện của Inori, cùng với video là một phép ẩn dụ cho sự phát triển và tiến hoá của Internet Explorer. Ngoài ra, Inori cũng có phiên bản đặc biệt trong phiên bản mới nhất của trình duyệt. Microsoft hy vọng rằng Inori có thể khiến người hâm mộ anime trở lại trình duyệt, do sự thiếu phổ biến của Internet Explorer cũng như sự xuất hiện của các trình duyệt khác như Google Chrome và Mozilla Firefox.

## Đón nhận
Bonnie Burton của Cnet đánh giá Inori theo hướng tích cực, nói rằng "cô là một cô gái chiến đấu chống lại robot, cách ăn mặc như một cô gái otaku sexy, và nuôi mèo trong khi lướt Net. Cô ấy là loại cô gái bạn muốn vui đùa quanh máy tính của mình", và so sánh cô với Clippy, "Trợ lý Office phiền phức" gắn liền với các phiên bản trước đó của Microsoft Office. Họ cũng tuyên bố rằng "cô đại diện cho một sự thay đổi trong suy nghĩ về những gì hình ảnh mà IE có thể trở thành", và ước rằng vai trò của cô ấy cuối cùng có thể được mở rộng. The Verge đánh giá video về Aizawa Inori của Microsoft là "marketting tốt", và thêm vào "Cuối cùng, đây là anime vì lợi ích của anime, và thật thú vị khi dựa trên điều đó. Nó có thể không truyền cảm hứng cho bất kỳ người dùng nào để xếp Chrome phù hợp với IE, nhưng nó chắc chắn là đáng để xem." Họ cũng so sánh nó một cách tích cực với các chiến dịch quảng cáo của Microsoft trước đó. Họ cũng thừa nhận "Không có nhân vật nào giống như Aizawa Inori. Giới thiệu với thế giới trong một thương mại có tiêu đề "Internet Explorer: The Anime," Inori được tạo ra để lôi kéo quần chúng, chứ không phải là nhà phát triển hoặc người đam mê, để thử trình duyệt cải tiến liên tục của Microsoft." Digital Journal đánh giá video về Aizawa Inori là "khá thú vị và giữ đúng cảm giác của hành động khoa học viễn tưởng dữ dội", và Inori giúp Microsoft "khai thác sức mạnh và ảnh hưởng của anime Nhật Bản để quảng bá Internet Explorer." Mark Wilson của WinBeta đồng ý gọi nó là "một thứ khá ấn tượng". Windows Phone Central cũng đã nhận xét về video, viết rằng "[nó là] một quảng cáo mới tuyệt vời cho IE từ Microsoft", và đánh giá những cảnh là "khá đỉnh", trong khi Wayne Williams của BetaNews nói rằng "đó chắc chắn là một cách khác để thu hút mọi người vào trình duyệt." Karliah Eun của Kicker Daily News viết "Microsoft đã đi một chặng đường dài từ những nhân vật có tính chất nhân cách xấu đến những kẻ xấu xa. Tuy nhiên, đề nghị mới nhất của họ [Inori] sẽ không làm thất vọng bạn." Carly Smith của The Escapist viết rằng "Inori chạm danh sách kiểm tra anime với cảnh chuyển đổi cô gái phép thuật và tính cách dễ thương." Mary-Anne Lee của Games in Asia đánh giá nhân vật là một trong những lý do tại sao Anime Festival Asia 2013 là "đáng để xem", tuyên bố rằng "internet đã bùng nổ với cô gái Internet Explorer [Inori]."
Nhân vật cũng rất phổ biến trên internet, với số lượng lớn fanart được gửi tới cô, cũng như là các cosplayer. Video và nhân vật của Inori đều được người xem chấp thuận rộng rãi, một số tuyên bố rằng họ đã chuyển về dùng IE, trong khi những người khác gọi nó là "chiến dịch thời trang" nhưng vẫn miễn cưỡng sử dụng Internet Explorer. Hồ sơ Facebook của nhân vật cũng đã thành công, lên đến hơn 17.000 lượt thích, với 400 lượt ghé thăm trong vòng hai ngày đầu tiên. Mặt khác, Liberty Voice đặt câu hỏi tại sao Microsoft đã tạo ra một chiến dịch quảng cáo mạnh mẽ như vậy với rất ít thông tin về sản phẩm thực tế của họ. Các bản đánh giá được thu thập và xuất bản trong bài báo cho thấy mặc dù Inori được coi là một linh vật hấp dẫn, chính trình duyệt đã xóa một tính năng mong muốn cho một người được phỏng vấn và khiến người khác hỏi chính xác tại sao Microsoft tập trung quảng cáo vào Inori thay vì Internet Explorer. Nick Summers của The Next Web nghĩ rằng video quảng cáo của Inori là "tất cả khá khó hiểu", "không ngờ" và "khác hoàn toàn với Clippy", trong khi Peter Bright của Ars Technica đánh giá nó "thực sự khá lạ", mặc dù anh ấy đã thừa nhận "Tôi thích bài hát đó." The Mary Sue bình luận "chúng ta không thể ngừng cố gắng để làm cho điều này có ý nghĩa, và nó thực sự làm tổn thương bộ não của chúng ta", và nói đùa "video này cũng đánh dấu lần đầu tiên chúng tôi từng thấy bất kỳ ai chuyển sang Internet Explorer để giải quyết vấn đề." The Tech Report cũng đánh giá Inori tiêu cực, bắt đầu với "Tôi vẫn lắc đầu và cười ở đây", cụ thể đặt tiêu đề bài báo "Microsoft làm mối Internet Explorer với linh vật Anime," trong khi Abrition đánh giá Inori là "hơi kì lạ" do để có thể đọc các thuộc tính cá nhân của cô ấy và "kỳ cục" do thực tế là cô ấy có tiểu sử được cá nhân hóa.